# En spelmans jordafärd
En spelmans jordafärd är en dikt av Dan Andersson, som ingår i Svarta ballader som gavs ut 1917. Dikten har tonsatts många gånger, dels av Dan Andersson själv, men också 1926 av Sven Scholander, av Lars-Erik Larsson 1927, Evert Taube 1948 och Anderssons svåger Gunnar Turesson.
Åtskilliga inspelningar finns också, till exempel med Gunde Johansson, Thorstein Bergman och Thåström.
Cornelis Vreeswijk har tonsatt och översatt den till nederländska, inspelat på skivan Ballades van de gewapende bedelaar.